# 6/I Batalion Wartowniczy
6/I Batalion Wartowniczy – pododdział Wojska Polskiego pełniący służbę ochronną na granicy II Rzeczypospolitej.

## Formowanie i zmiany organizacyjne
6/I batalion wartowniczy sformowano w 1919. Funkcjonował w strukturze Okręgu Generalnego Warszawa. W skład batalionu wchodziło dowództwo oraz 4 kompanie po 3 plutony. W dowództwie, oprócz dowódcy batalionu, służyli oficerowie: sztabowy, adiutant, prowiantowy i kasowy; podoficerowie: mundurowy, prowiantowy, rusznikowy, sanitarny oraz 6 ordynansów.
9 grudnia 6/I batalion wartowniczy z Osowca otrzymał zadanie przyjąć ochronę granicy państwowej na odcinku I dywizjonu 6 pułku Strzelców Granicznych.
Na podstawie rozkazu Ministra Spraw Wojskowych nr 3046/Org z dnia 24 marca 1921, na bazie 6/I batalionu wartowniczego powstał 2 batalion celny.